# Pherne parallelia
Pherne parallelia är en fjärilsart som beskrevs av Alpheus Spring Packard 1874. Pherne parallelia ingår i släktet Pherne och familjen mätare. Inga underarter finns listade i Catalogue of Life.